# El hoyo (película)
El hoyo es una película española de ciencia ficción y suspense del año 2019 dirigida por Galder Gaztelu-Urrutia y protagonizada por Iván Massagué, Antonia San Juan, Zorion Eguileor, Emilio Buale y Alexandra Masangkay.
La película fue estrenada en el Festival Internacional de Cine de Toronto el 6 de septiembre de 2019, donde ganó el premio People's Choice Award for Midnight Madness y recibió buenas críticas. El estreno europeo de la película tuvo lugar en el Festival de Cine de Sitges el 8 de octubre de 2019.  El 12 de octubre de 2019, El hoyo ganó cuatro premios, entre ellos, el premio de mejor película en el Festival de Cine de Sitges, convirtiéndose así en la primera película española en ganar el premio en las 52 ediciones que ha tenido el festival. En la 34.ª Edición de los Premios Goya 2020, consiguió el premio a Mejores Efectos Especiales y otras dos nominaciones a Mejor Dirección Novel y Mejor Guion Original.
El 26 de octubre de 2019, fue la película que inauguró la semana del Cine Fantástico y de Terror de San Sebastián. El estreno en salas comerciales tuvo lugar el 8 de noviembre de 2019. Netflix adquirió los derechos de la película antes de su estreno en cines, por lo que una vez que la película terminó su recorrido en salas comerciales pasó a formar parte del catálogo de la plataforma a nivel mundial.

## Argumento
Goreng se despierta en una celda de hormigón marcada con el número 48. Allí conoce a su compañero de celda, Trimagasi. Él le va revelando cómo funciona la prisión: los alimentos se reparten a través de una plataforma que viaja desde la parte superior, deteniéndose un período fijo en cada piso. Aquellos que están en los niveles más bajos sólo pueden comer lo que  les dejan los de la parte superior y no pueden acumular alimentos (la celda se calienta o enfría a niveles fatales si se mantiene la comida). Cada mes, las personas son reasignadas aleatoriamente a un nuevo nivel. A cada residente se le permite traer un artículo, Goreng elige un ejemplar de El Quijote y Trimagasi un cuchillo autoafilante.
Goreng se ofreció como voluntario para pasar seis meses en el "Centro de autogestión vertical" a cambio de un diploma, y Trimagasi está cumpliendo una condena de un año por homicidio involuntario.
Un día, una mujer ensangrentada llamada Miharu baja a la plataforma, Trimagasi explica que ella desciende todos los meses en busca de su hija. Goreng la ve atacada por las dos personas en el nivel inferior, y considera saltar para ayudarla, pero ella los mata a ambos y continua su descenso por la plataforma.
Al mes siguiente, Goreng se despierta atado a la cama. Han sido reasignados al nivel 171, donde se espera que la plataforma esté vacía de comida cuando llegue. Trimagasi explica que planea cortar tiras de carne de Goreng para sostenerlos a ambos. Al octavo día, Trimagasi corta la pierna de Goreng pero Miharu lo ataca cuando baja de la plataforma. Ella libera a Goreng y él mata a Trimagasi. Miharu corta un poco de la carne de Trimagasi, alimenta a Goreng y se come un poco antes de continuar.
Al mes siguiente, Goreng despierta en el nivel 33, su nueva compañera de celda se llama Imoguiri y lo único que trajo con ella fue su perro. Goreng se da cuenta de que ella fue la funcionaria que le hizo la entrevista de admisión a la prisión. Imoguiri decidió entrar en la cárcel voluntariamente cuando le diagnosticaron cáncer terminal y espera poder arreglar las malas condiciones en que están actualmente los reclusos. Imoguiri raciona su comida e intenta convencer a los de abajo para que también lo hagan, pero la ignoran hasta que Goreng amenaza con defecar en su comida.
Miharu baja nuevamente por la plataforma, pero parece estar gravemente herida, presumiblemente por pelearse en los niveles superiores. Goreng e Imoguiri la sacan de la plataforma y curan sus heridas. Goreng le explica a Imoguiri la búsqueda de Miharu de su hija, pero Imoguiri dice que nadie menor de 16 años puede entrar en las instalaciones y que Miharu entró sola.
Goreng se despierta y ve a Miharu e Imoguiri enfrentadas, ya que Miharu se ha comido al perro de Imoguiri. Goreng se despierta el mes siguiente en el nivel 202 y descubre que Imoguiri se ha ahorcado. Goreng come su carne para sobrevivir, experimentando alucinaciones de ella y Trimagasi. Luego se despierta el mes siguiente en el nivel 6. Su compañero de cuarto, Baharat, intenta subir por el nivel superior con la ayuda de los de arriba usando una cuerda que trajo al pozo. La pareja que vive  arriba primero lo ayuda, pero termina defecando en su cara y empujándolo hacia abajo. 
Goreng convence a Baharat de descender en la plataforma para repartir la comida en porciones adecuadas y hacer que llegue alimento hasta el nivel inferior. Goreng calcula que hay unos 250 niveles.
A medida que descienden, reparten porciones a los prisioneros, atacando a los que se niegan a cooperar. Al bajar, se encuentran con Miharu luchando contra otros dos residentes e intentan ayudarla, pero ella es asesinada y los cuatro hombres resultan heridos. Goreng y Baharat continúan descendiendo, pasando finalmente el nivel 250 y alcanzando el nivel 333 donde se detiene la plataforma. Goreng nota que hay una niña escondida debajo de la cama y da por hecho que es la hija de Miharu. Se baja de la plataforma, seguido vacilantemente por Baharat, solo para que la plataforma continúe hacia abajo, dejándolos atrás. A pesar de la resistencia de Baharat, le dan de comer una refinada panna cotta intacta que habían estado guardando para que nadie la comiese y así, cuando volviera intacta en la plataforma a la superficie, poder utilizarla como un "mensaje" para los Administradores en la parte superior.
Al día siguiente, Goreng encuentra a Baharat muerto después de sucumbir a sus heridas mortales sufridas en la lucha anterior, y se lleva a la niña con él cuando llega la plataforma; descienden al fondo del pozo donde él ve nuevamente a Trimagasi. Goreng le dice a Trimagasi que tiene que subir con la niña, porque ella misma es el "mensaje", a lo que Trimagasi le responde que “el mensaje no necesita ningún portador”. Goreng se baja de la plataforma y se aleja con Trimagasi, ambos se giran para ver cómo la niña es transportada hacia arriba.

## Recepción crítica
Rotten Tomatoes reportó que el 79% de los críticos le dieron a la película una crítica positiva basada en 42 reseñas, con una calificación promedio de 7.08/10. Norman Wilner de la revista Now predijo correctamente que la película ganaría el Premio People's Choice, otorgándole una calificación de cinco N y escribiendo que la película "tiene de todo: algo de comedia, alegoría política, giros inesperados, sorpresas agradables para el público, violencia espectacular, sadismo, altruismo y una violencia aún más espectacular, todo envuelto en una película de terror de alto concepto que traslada la premisa de Cube a una estructura vertical despiadada. Es grotesco y convincente, al estilo de Luis Buñuel". 
Amy Nicholson, de Variety, escribió que "la furia minimalista de la película recuerda a las obras de Samuel Beckett. Massagué y Eguileor parecen estar en un espeluznante Esperando a Godot. Y el papel desagradable, delicioso y ocasionalmente tierno de Eguileor recuerda a un villano de James Bond, o tal vez la resurrección española de Hannibal Lecter".
Según el crítico John Tones, El hoyo es un enigma con huecos para que el espectador complete el relato. Hace una analogía con los gobiernos refiriéndose a los poderosos que no llegamos nunca a conocer y a las clases sociales que imponen sus conductas.

## Secuela
Netflix publicó el 19 de septiembre de 2024, un avance de El Hoyo 2, cuyo estreno se produjo el 4 de octubre de 2024.

## Reparto
| Intérprete                   | Personaje              |
| ---------------------------- | ---------------------- |
| Iván Massagué                | Goreng                 |
| Zorion Eguileor              | Trimagasi              |
| Antonia San Juan             | Imoguiri               |
| Emilio Buale                 | Baharat                |
| Alexandra Masangkay          | Miharu                 |
| Zihara Llana                 | Mali                   |
| Mario Pardo                  | Amigo de Baharat       |
| Algis Arlauskas              | Preso                  |
| Txubio Fernández de Jáuregui | Jefe de Restaurante    |
| Eric Goode                   | Sr. Brambang           |
| Óscar Oliver                 | Cocinero               |
| Chema Trujillo               | Preso Nivel 5          |
| Miriam Martín                | Presa Nivel 5          |
| Gorka Zufiaurre              | Preso Síndrome de Down |
| Miriam K. Martxante          | Cocinera               |
| Miren Gaztañaga              | Cocinera               |
| Braulio Cortés               | Cocinero               |
| Javier Mediavilla            | Cocinero               |
| Álvaro Orellana              | Cocinero               |
| Juan Dopico                  | Cocinero               |
| Lian Xu Shao                 | Cocinera               |

## Premios
- 2019: Premio del público en la sección Midnight Madness del Festival Internacional de Cine de Toronto.[3]
- 2019: Mejor Película, Mejor Director Revelación, Mejores Efectos Especiales y premio del público en el Festival de Cine de Sitges.[4]
- 2019: Premio Película Joven en Abycine.[11]
- 2020: Premio Goya a Mejores Efectos Especiales.[12]